# Bunium elatum
Bunium elatum är en flockblommig växtart som först beskrevs av Jules Aimé Battandier, och fick sitt nu gällande namn av Jules Aimé Battandier. Bunium elatum ingår i släktet jordkastanjer, och familjen flockblommiga växter. Inga underarter finns listade i Catalogue of Life.